# Ginnastica ai Giochi della XXX Olimpiade - Volteggio femminile
La finale di specialità al volteggio ai Giochi della XXX Olimpiade si è svolta alla North Greenwich Arena di Londra, Inghilterra il 5 agosto.
La competizione al volteggio è caratterizzata dall'esecuzione di ben due salti, al contrario di ciò che avviene nella finale a squadre e all-around, dove ne serve solo uno.

## Podio
| Oro                   | Argento                     | Bronzo               |
| Sandra Izbașa Romania | McKayla Maroney Stati Uniti | Marija Paseka Russia |

## Qualificazioni
| Pos. | Ginnasta               | Totale | Qual. |
| ---- | ---------------------- | ------ | ----- |
| 1    | McKayla Maroney        | 15.800 | Q     |
| 2    | Sandra Izbașa          | 15.316 | Q     |
| 3    | Marija Paseka          | 15.049 | Q     |
| 4    | Oksana Chusovitina     | 14.808 | Q     |
| 5    | Yamilet Peña Abreu     | 14.699 | Q     |
| 6    | Janine Berger          | 14.483 | Q     |
| 7    | Brittany Rogers        | 14.483 | Q     |
| 8    | Elsabeth Black         | 14.366 | Q     |
| 9    | Giulia Steingruber     | 13.924 | R1    |
| 10   | Nastassja Maračkuskaja | 13.800 | R2    |
| 11   | Kristina Vaculik       | 13.800 | —     |
| 12   | Thi Ha Thanh Phan      | 13.533 | R3    |

## Classifica
|         | Ginnasta           | 1ª Rotazione | 1ª Rotazione | 1ª Rotazione | 1ª Rotazione | 2ª Rotazione | 2ª Rotazione | 2ª Rotazione | 2ª Rotazione | Totale |
| Pos.    | Ginnasta           | D. Score     | E. Score     | Penalità     | 1° Parziale  | D. Score     | E. Score     | Penalità     | 2° Parziale  | Totale |
| ------- | ------------------ | ------------ | ------------ | ------------ | ------------ | ------------ | ------------ | ------------ | ------------ | ------ |
| Oro     | Sandra Izbașa      | 6.100        | 9.283        | —            | 15.383       | 5.800        | 9.200        | —            | 15.000       | 15.191 |
| Argento | McKayla Maroney    | 6.500        | 9.666        | 0.300        | 15.866       | 6.100        | 8.200        | —            | 14.300       | 15.083 |
| Bronzo  | Marija Paseka      | 6.500        | 8.900        | —            | 15.400       | 5.600        | 9.100        | —            | 14.700       | 15.050 |
| 4       | Janine Berger      | 6.300        | 8.833        | —            | 15.133       | 6.000        | 8.900        | —            | 14.900       | 15.016 |
| 5       | Oksana Chusovitina | 6.300        | 8.800        | —            | 15.100       | 5.500        | 8.966        | —            | 14.466       | 14.783 |
| 6       | Yamilet Peña Abreu | 7.100        | 7.566        | 0.1          | 14.566       | 5.800        | 8.666        | —            | 14.466       | 14.516 |
| 7       | Brittany Rogers    | 5.800        | 8.966        | —            | 14.766       | 5.600        | 8.600        | —            | 14.200       | 14.483 |
| 8       | Elsabeth Black     | 0.000        | 0.000        | —            | 0.000        | 0.000        | 0.000        | —            | 0.000        | 0.000  |